# Hoplitis onychophora
Hoplitis onychophora là một loài Hymenoptera trong họ Megachilidae. Loài này được Mavromoustakis mô tả khoa học năm 1939.